# Aloe rupicola
Aloe rupicola é uma espécie de liliopsida do gênero Aloe, pertencente à família Asphodelaceae.